# Sajida Talfah
Sajida Khairallah Talfah (em árabe: ساجدة خيرالله طلفاح); nascida em 1937, é a viúva e esposa do antigo presidente iraquiano Saddam Hussein, e mãe de dois filhos (Uday e Qusay) e três filhas (Raghad, Rana, e Hala).. Ela era também prima de Saddam, já que era a filha mais velha de Khairallah Talfah, tio materno de Saddam. Quando Saddam era jovem, foi morar com o tio Khairallah, e foi criado pela família de Sajida. Ela era uma professora de escola primária antes de casar-se com Saddam. Ela se casou com Saddam em um casamento arranjado em 1963.
Em 1986, Saddam casou-se com outra mulher, Samira Shahbandar, enquanto ainda estava casado com Sajida. Sajida ficou enfurecida, e Uday Hussein, filho de Saddam e Sajida, ficou também irritado com a nova esposa de seu pai. Uday acreditava que sua herança estava ameaçada pela nova esposa. Ele também tomou isso como um insulto à sua mãe. Em 1988, em uma festa em honra de Suzanne Mubarak, esposa do presidente egípcio, Hosni Mubarak, Uday espancou e esfaqueou Kamel Hana Gegeo até à morte. Uday acreditava que Kamel, havia apresentado Saddam a Samira, e que ele organizava suas reuniões. Alguns dizem que o assassinato de Gegeo foi um pedido de Sajida. Embora o marido casou-se com outra mulher, Sajida e Saddam nunca se divorciaram.
Em 1989, o irmão de Sajida, Adnan Khairallah, um general do exército iraquiano, foi morto em um suposto acidente de helicóptero no deserto durante uma tempestade de areia. Muitas pessoas acreditam que Saddam ordenou a um dos seus guarda-costas para plantar uma bomba no helicóptero por causa da crescente popularidade de Adnan. Sajida ficou furiosa, e culpou Saddam, acreditando que a morte de seu irmão não foi um acidente.
Ela foi colocada sob prisão domiciliar em 1997 por supostamente tramar um atentado contra o seu filho Uday, em dezembro de 1996. Pode-se mencionar que um ano antes disso, seu marido havia matado dois de seus genros, Hussein Kamel (o marido Raghad) e Saddam Kamel (o marido de Rana).
Sajida, juntamente com muitos membros de sua família, fugiram do Iraque em 1990 por causa da Guerra do Golfo, e deixaram o Iraque antes dos bombardeios começarem.